# Sarah E. Wright
Sarah E. Wright (Wetipquin, 9 december 1929 - Manhattan, 13 september 2009) was een Amerikaans schrijfster.
Haar eerste boek, Give Me a Child (1955), schreef ze samen met Lucy Smith. Het was een poëzieverzameling, met de bedoeling poëzie aantrekkelijk te maken voor een ruimer publiek. 
Haar eerste en enige roman This Child’s Gonna Live uit 1968 gaat over Mariah Upshur, een verarmde zwarte vrouw en haar familie in een vissersdorpje in Maryland tijdens de Grote Depressie. Het boek werd in brede kring geprezen. In de New York Times noemde romanschrijver Shane Stevens het een "klein meesterwerk". Het was een van de eerste werken die de omstandigheden van zwarten tijdens de Grote Depressie vanuit vrouwelijk perspectief beschreef. Wright werkte tien jaar aan een vervolg, maar dit kwam nooit af. 
In 1990 kwam van haar hand nog wel een non-fictieboek voor jongeren uit, A. Philip Randolph, Integration in the Workplace.
- Bibliothèque nationale de France: cb12089155t (data)
- International Standard Name Identifier: 0000 0000 2551 5909
- Library of Congress Control Number: n85320771
- Nationale Bibliotheek van Israël: 987007346909305171
- Nederlandse Thesaurus van Auteursnamen: 334432197
- SNAC: w67w7drf
- Système universitaire de documentation: 029219469
- Virtual International Authority File: 66493641
- WorldCat: E39PBJxhqHpbVHqRt4PkVbtMyd